# Кардозо, Эвертон
Эвертон Кардозо да Силва (порт. Éverton Cardoso da Silva; 11 декабря 1988, Нортеландия, штат Мату-Гросу) — бразильский футболист, полузащитник.

## Биография
Эвертон Кардозо — воспитанник академии клуба «Парана». В этом клубе он начал профессиональную карьеру.
19 августа 2008 года Эвертон присоединился к бразильскому клубу Серии А «Фламенго». 31 августа 2008 года он дебютировал за «Фламенго» в первой команде, в дерби «Фла-Флу», когда его клуб и «Флуминенсе» сыграли вничью (2:2) в бразильской Серии А.
В 2009 году, под руководством тренера Куки, Эвертон начал играть как левый вингер, подменив Жуана Мальдонадо на несколько матчей. Также в 2009 году он забил свой первый гол за «Фламенго» в бразильской Серии А в матче против «Атлетико Минейро», закончившийся со счетом (3:1), в пользу «Фламенго». Помимо гола, он также стал ассистентом в забитом голе, и был признан одним из лучших игроков того матча.
18 августа 2020 года подписал контракт с «Гремио» сроком до конца 2022 года. В рамках сделки по обмену футболистами между «Гремио» и «Сан-Паулу» состав вторых в свою очередь пополнил Лусиано. 23 августа 2020 года дебютировал за «Гремио» в гостевом матче 5-го тура чемпионата Бразилии 2020 против «Васко да Гама» (0:0).

## Титулы и достижения
- Чемпион штата Рио-де-Жанейро (3): 2009, 2014, 2017
- Чемпион Бразилии (1): 2009
- Финалист Кубка Бразилии (1): 2017
- Финалист Южноамериканского кубка (1): 2017